# Asobi Seksu
Asobi Seksu é uma banda formada em 2001 na cidade de Nova Iorque, que canta em inglês e japonês. O nome da banda em japonês informal pode ser traduzido para o inglês como "playful sex". A banda cerrou seus atividades em 2013 encontradose em um hiatus indefinido.

## História
Formada em 2001, a banda era originalmente conhecida como Sportfuck, e emitida para o EP com esse nome naquele ano. Asobi Seksu, do japonês 遊びセックス (asobi sekkusu), "faz sexo". A formação original consistia de Chikudate, Hanna, o baterista Keith Hopkin e o baixista Glenn Waldman.

## Discografia
- Asobi Seksu (2004)
- Citrus (2006)
- Hush (2009)